# لوسيان بوردوجان
لوسيان بوردوجان (بالرومانية: Lucian Burdujan)‏ (18 فبراير 1984 ببياترا نيامتس في رومانيا - ) هو لاعب كرة قدم روماني في مركز الهجوم. شارك مع منتخب رومانيا تحت 21 سنة لكرة القدم. أما مع النوادي، فقد لعب مع تشورنومورتس أوديسا ورابيد بوخارست ونادي أوروبا ونادي بياترا نيامتس ونادي تافريا سيمفروبول ونادي ستيوا بوخارست ونادي فاسلوي وهوفيرلا أوجهورود ‏.

## وصلات خارجية
- لوسيان بوردوجان على موقع اتحاد أوكرانيا (الإنجليزية)
- لوسيان بوردوجان على موقع قاعدة بيانات كرة القدم.إي يو (الإنجليزية)
- لوسيان بوردوجان على موقع Soccerway.com (الإنجليزية)
- لوسيان بوردوجان على موقع عالم كرة القدم.نت (الإنجليزية)